# Расстрел демонстрации в Златоусте (1903)
Расстрел демонстрации в Златоусте — события, развернувшиеся 11 (24) марта — 13 (26) марта 1903 года во время забастовки златоустовских рабочих, в ходе которых погибли 69 человек, более 250 были ранены, более 100 арестованы.

## Причины демонстрации
В начале 1903 года руководство Златоустовских предприятий приняло решение о введении в действие расчётных книжек нового образца, в которых были изложены новые условия найма, труда и увольнения, которые значительно ухудшили положение рабочих. Долгое время утверждалось, что материальное положение рабочих ухудшилось в результате мирового экономического кризиса, отразившегося и на Российской империи, но златоустовский краевед Юрий Окунцов заявлял в интервью «Правде.Ру», что завод был государственный и на нём были размещены большие оборонные заказы, что обеспечивало хорошие доходы и предприятию, и его работникам. По его мнению, поводом к восстанию стало изъятие из книжек ссылки на манифест об отмене крепостного права 1861 года. При этом сами права, дарованные этим манифестом, остались, но возбудить антиначальственные настроения в рабочих на этой почве было достаточно легко. В ответ на это последние пообещали начать массовые забастовки, если начальство не отменит введённые условия. Отмены не последовало, и 10 (23) марта завод остановился. Руководство ею взяло на себя местное отделение социал-демократической партии, хотя впоследствии утверждалось, что руководили забастовкой эсеры. Листовки с призывами к забастовкам были подписаны так называемым «Союзом народных прав» — небольшой народнической партией. На заводе уже давно орудовали агитаторы революционных организаций, по словам очевидцев, их призывы перерастали в угрозы в адрес отказывавшихся бастовать.

## Демонстрация. Расстрел
Забастовка охватила основные цеха крупного златоустовского оборонного завода. Начальник местного горного округа Александр Зеленцов сообщил о начале массовых беспорядков уфимскому генерал-губернатору Николаю Богдановичу. Тот немедленно направился в Златоуст, взяв с собой две роты солдат Мокшанского полка. Вскоре прошли облавы, в ходе которых были арестованы два агитатора. Рабочие в ответ на это вышли к дому горного начальника и потребовали их освобождения. Богданович во время личной встречи с представителями бастующих пообещал разобраться с проблемами рабочих и освободить арестованных, но ему не поверили. На следующее утро перед зданием собралась толпа численностью не менее пяти тысяч человек. Пикетирующие дом горного начальника рабочие вновь потребовали освобождения арестованных агитаторов. Богданович согласился, после чего приказал прибывшим вместе с ним уфимскому прокурору и жандармскому полковнику съездить в тюрьму и привезти обоих агитаторов к бастовщикам. Но митингующие не позволили им сесть в сани, в ходе препирательств завязалась драка, а вскоре из толпы раздались выстрелы, легко ранившие жандарма. По другим источникам, выстрелов со стороны демонстрантов не было. Вышедшая из повиновения толпа начала выламывать двери и окна в здании, где укрылись Богданович и Зеленцов. Тогда генерал-губернатор отдал солдатам приказ открыть огонь на поражение, и, таким образом, демонстрацию удалось разогнать.

## Итоги расстрела
В результате расстрела, по официальным данным правительства Российской империи, погибли либо впоследствии умерли от ран 45 человек, ещё 87 человек получили ранения, не повлёкшие за собой смерть. Вместе с тем социал-демократическая газета «Искра» опубликовала статью о златоустовских событиях, в которых указала другое число погибших — 69 человек, и раненых — 250. Последние цифры высечены на памятном монументе, установленном в Златоусте на месте расстрела в 1967 году. По данным «Искры», были арестованы более 100 человек, но впоследствии было установлено, что суд был лишь над 32 зачинщиками беспорядков, 6 из которых были приговорены к лишению свободы на незначительные сроки, ещё 10 — к административной высылке.
По некоторым сведениям, Богданович впоследствии сожалел о том, что разгон демонстрации произошёл со столь большими жертвами, и говорил, что лучше бы он пригнал казачье войско, которое разогнало бы бастующих нагайками. Как бы то ни было, но Богданович был объявлен врагом рабочего класса, и был приговорён к смерти революционными террористическими организациями. Уже 6 (19) мая 1903 года в Уфе он был убит членом «Боевой организации социалистов-революционеров» Егором Дулебовым.